# Дома Полторацких
Он выстроил себе посреди двора отдельный флигель с итальянскими окнами, странный и неуклюжий. Взбираться к нему нужно было по тесной каменной лестнице с забегами (Теперь всё это перестроено)
Н. И. Греч, про дом Оленина
Дома Полторацких — памятники архитектуры, три стоящих подряд здания. Расположены в Санкт-Петербурге, современный адрес — набережная реки Фонтанки, 97, 99 литеры А, Б, В, 101. Дом 101 также известен как дом Оленина.

## История
Дома были построены М. Ф. Полторацким в приданое его дочерям. Елизавета и А. Н. Оленин после свадьбы в 1780 году поселились в доме 101, позже, в 1813 году, они купили дом 97 и жили в нём до 1819 года. В доме 97 А. С. Пушкин встретился с А. П. Керн, племянницей Елизаветы Марковны (также он ухаживал за Анной Олениной, дочерью хозяев; в 1828 году сделал предложение, но он не нравился Аннет, и Оленины не дали своего благословения). В 1860х годах домом владел П. П. Мельников, в 1888 году в нём находилось Общество спасания на водах. В начале 1840-х годов в доме бывал с визитами М. Ю. Лермонтов, здесь познакомился с хозяйкой дома М. А. Щербатовой (за которой ухаживал Э. де Барант, что в итоге привело к ссоре в доме Лавалей и дуэли). В начале XX века в доме располагались редакции ежемесячного журнала «Новейшие моды мужских платьев» и иллюстрированного еженедельного журнала «St-Petersburger evangelisches sonntagsblatt».
Варвара Марковна получила дом 99 в приданое после свадьбы с Дмитрием Борисовичем Мертваго в 1804 году. В 1822 году домом владела купчиха Зверкова. В здании на 2021 год расположено отделение ВООПИиК.
Дом 101, каменный трёхэтажный, был построен в 1790—1793 годах. 97 и 99 дома строились одновременно, различаются в основном в силу разного размера участков. Все три дома построены в стиле русского классицизма, у них симметричная композиция фасадов, ризалиты с фронтонами по центру фасада. Здания согласованы по высоте.
В центре дома 101 — арка, ведущая во двор. До 1852 года входы с улицы были украшены четырёхколонными портиками, державшими балконы, при переделке (арх. В. В. фон Витт) портики сломали, входы сделали по сторонам от проезда во двор, из старых входов сделали окна, на третьем этаже полукруглое окно заменили прямоугольным, выполнена перештукатуровка с новой рустовкой, изменением тяг, наличников и сандриков. Фасады домов 97 и 99 существенно не переделывались, их горизонтальные тяги будто продолжают друг друга. По сторонам ворот дома 99 позднее постройки были добавлены парные колонны.

## Галерея

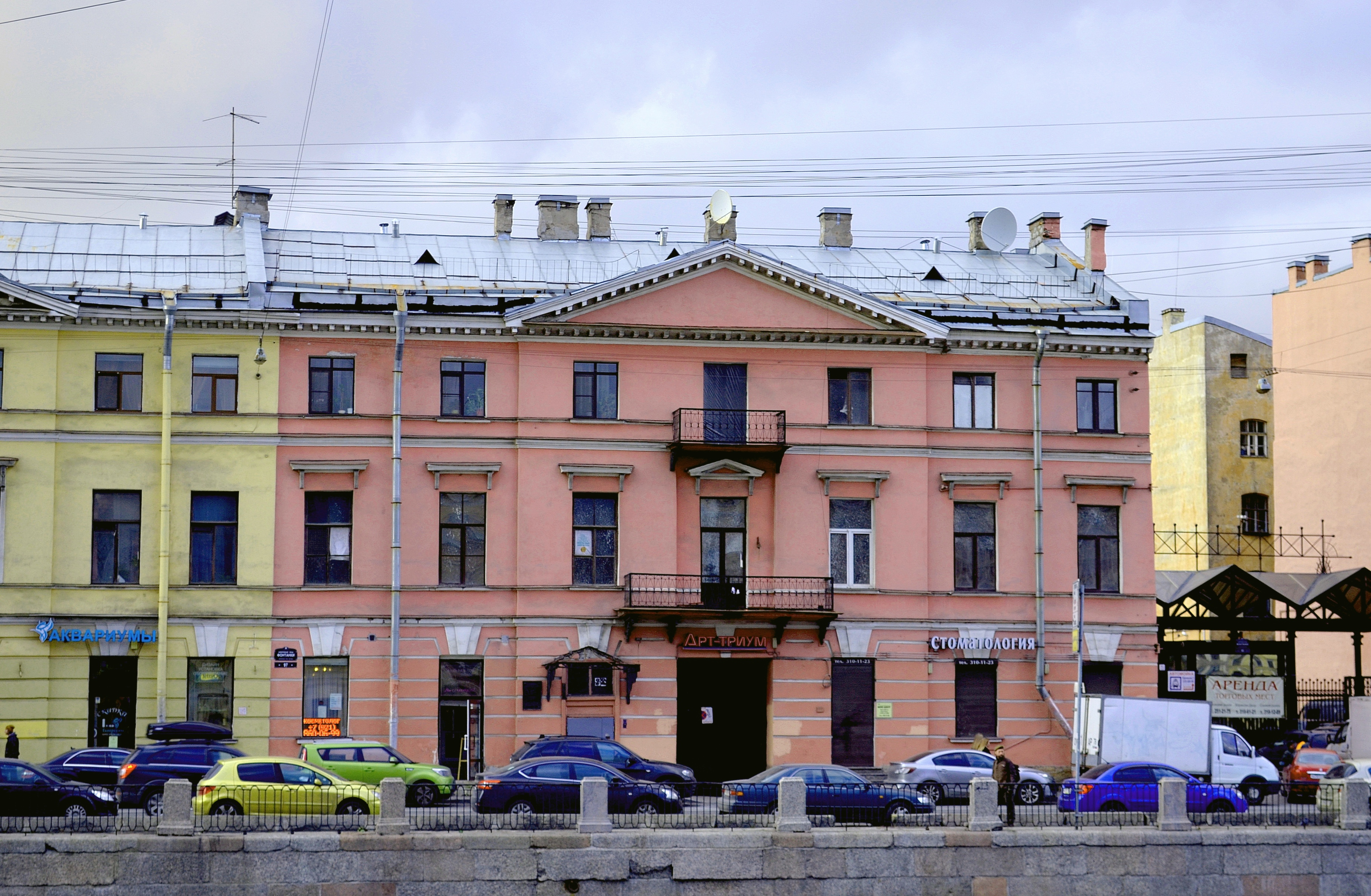
97
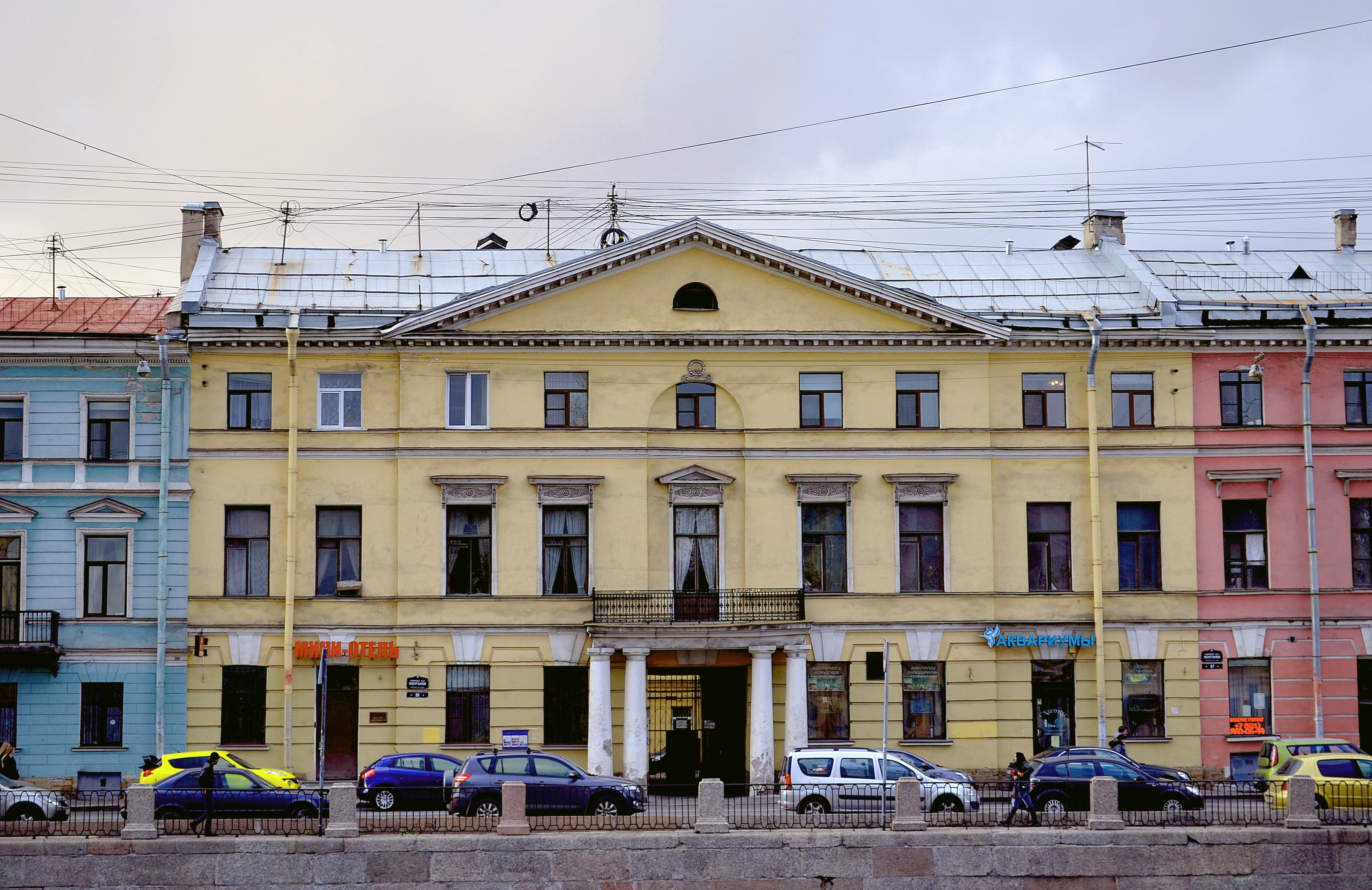
99
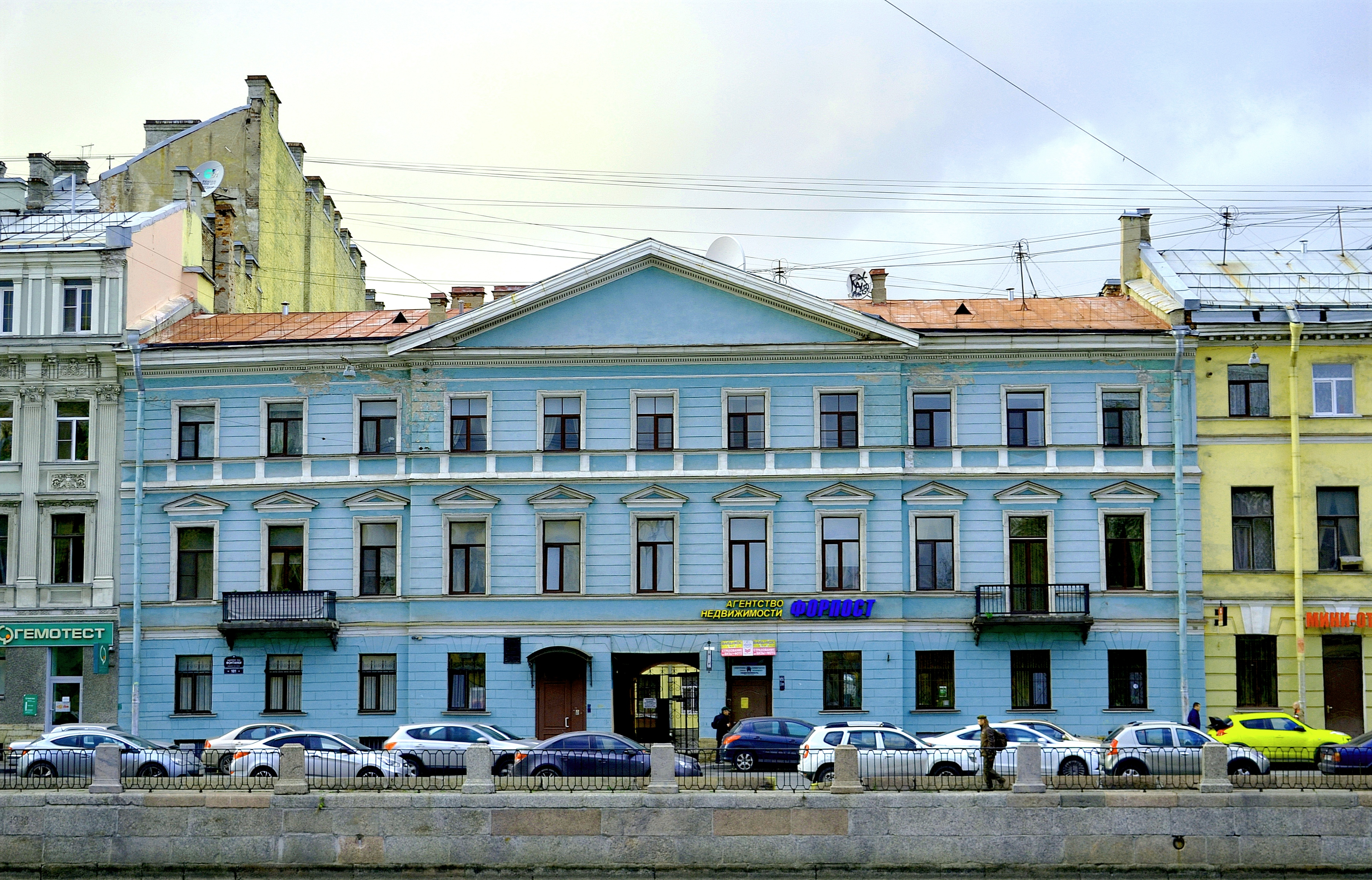
101
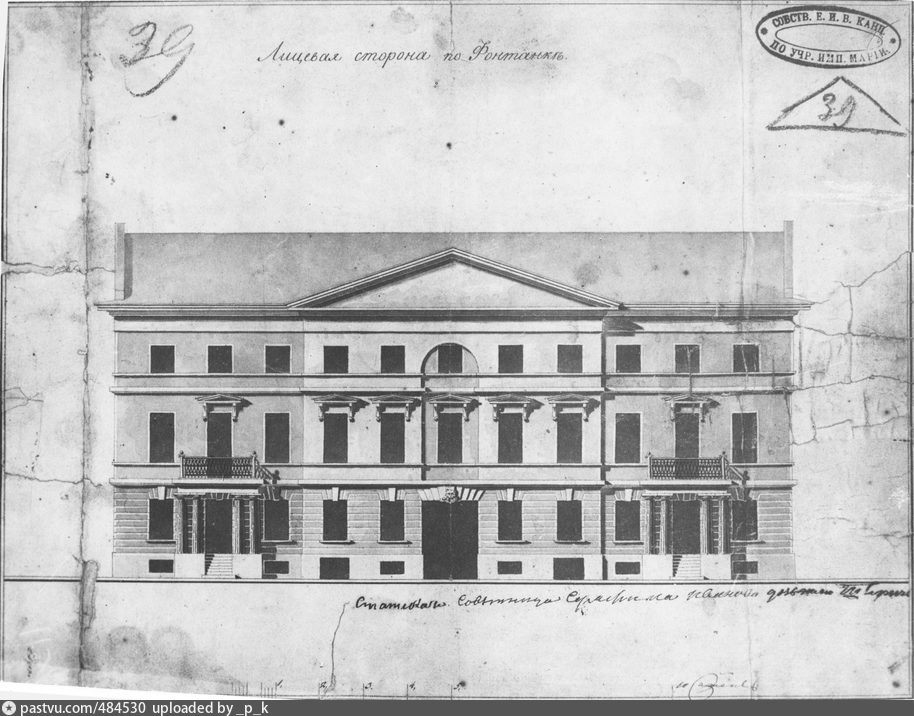
Дом 101, исходный вид фасада